# Den Fynske Landsby

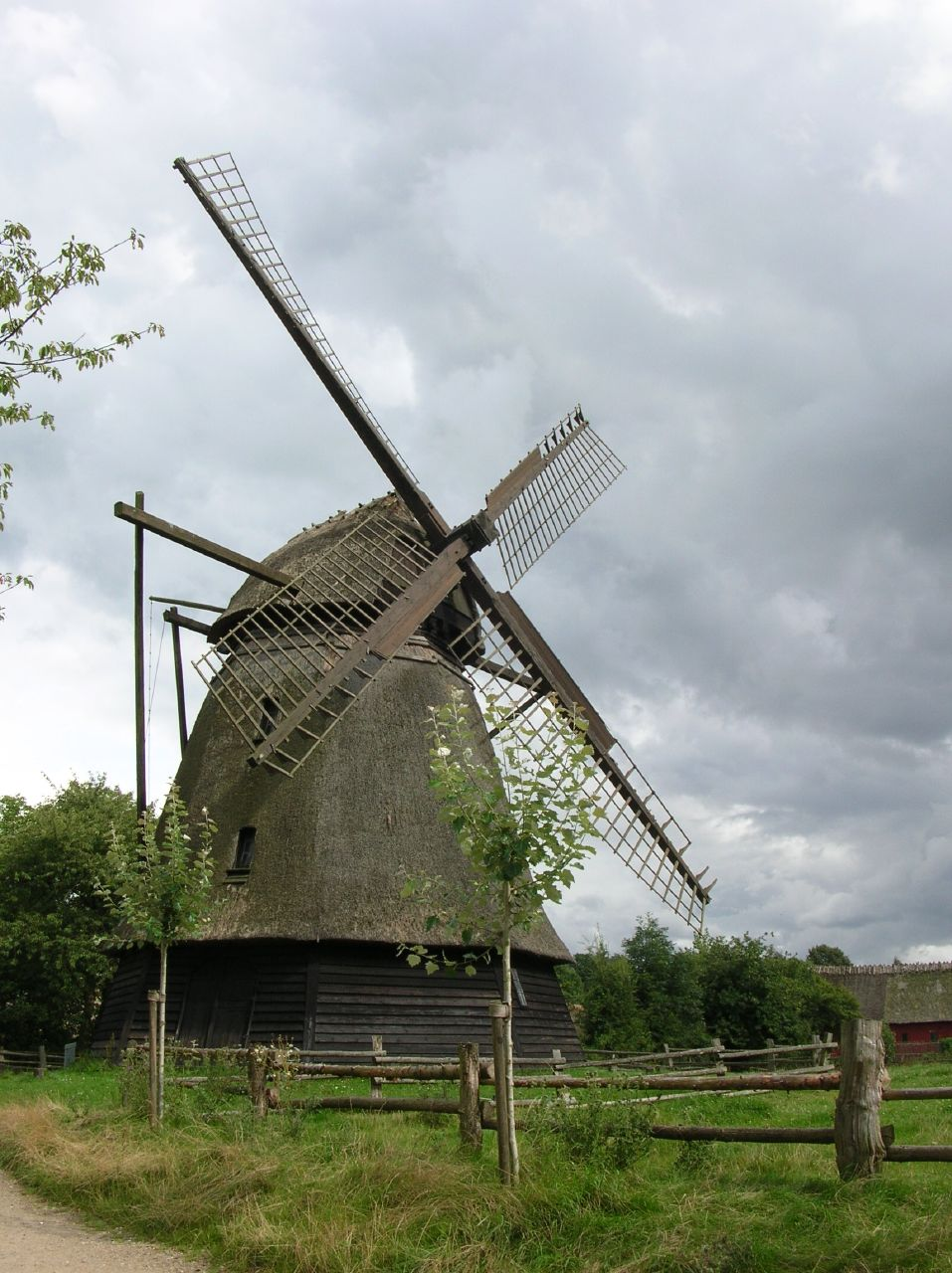
Windmühle in Den Fynske Landsby

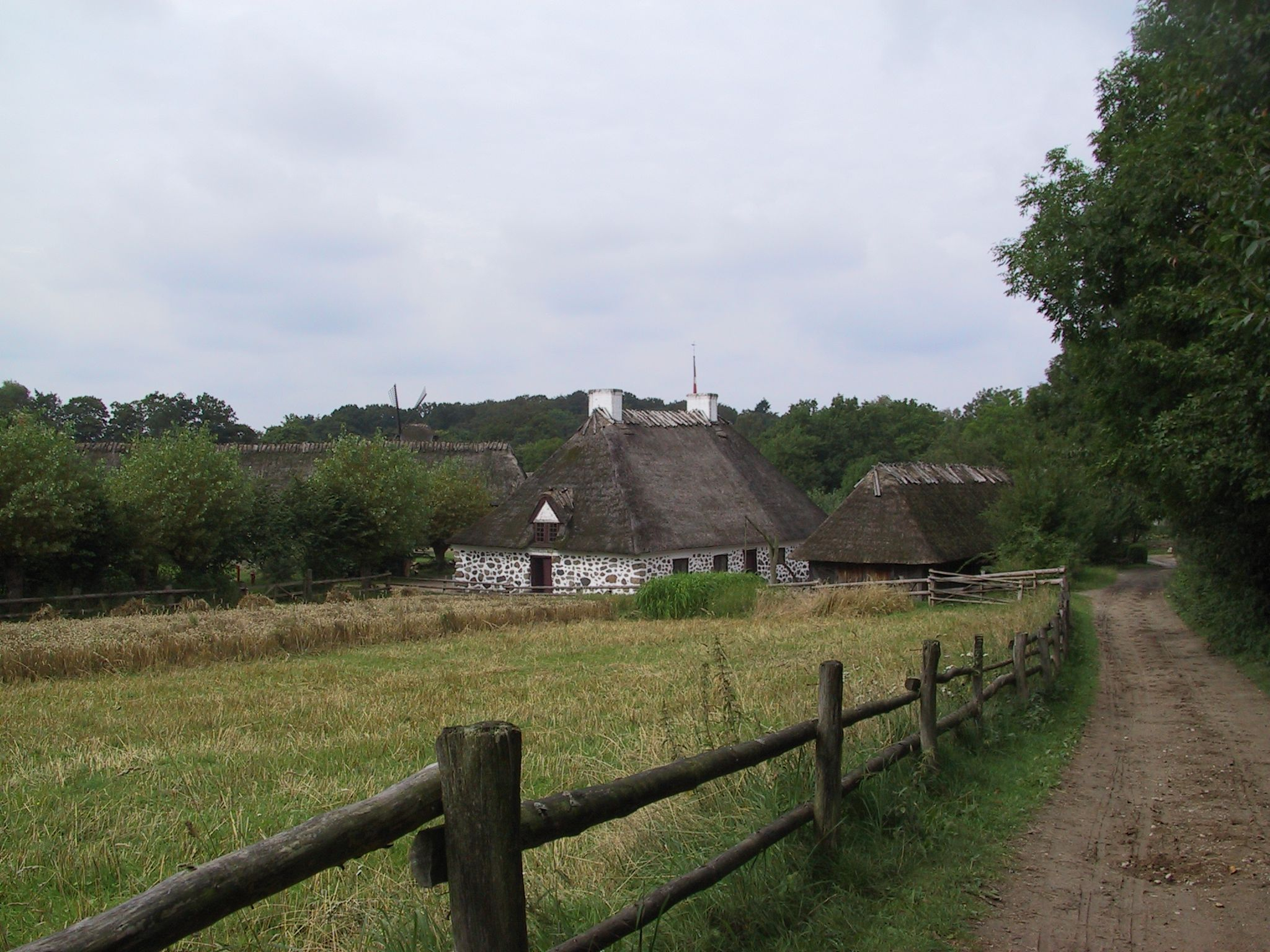
Aussicht über Den Fynske Landsby

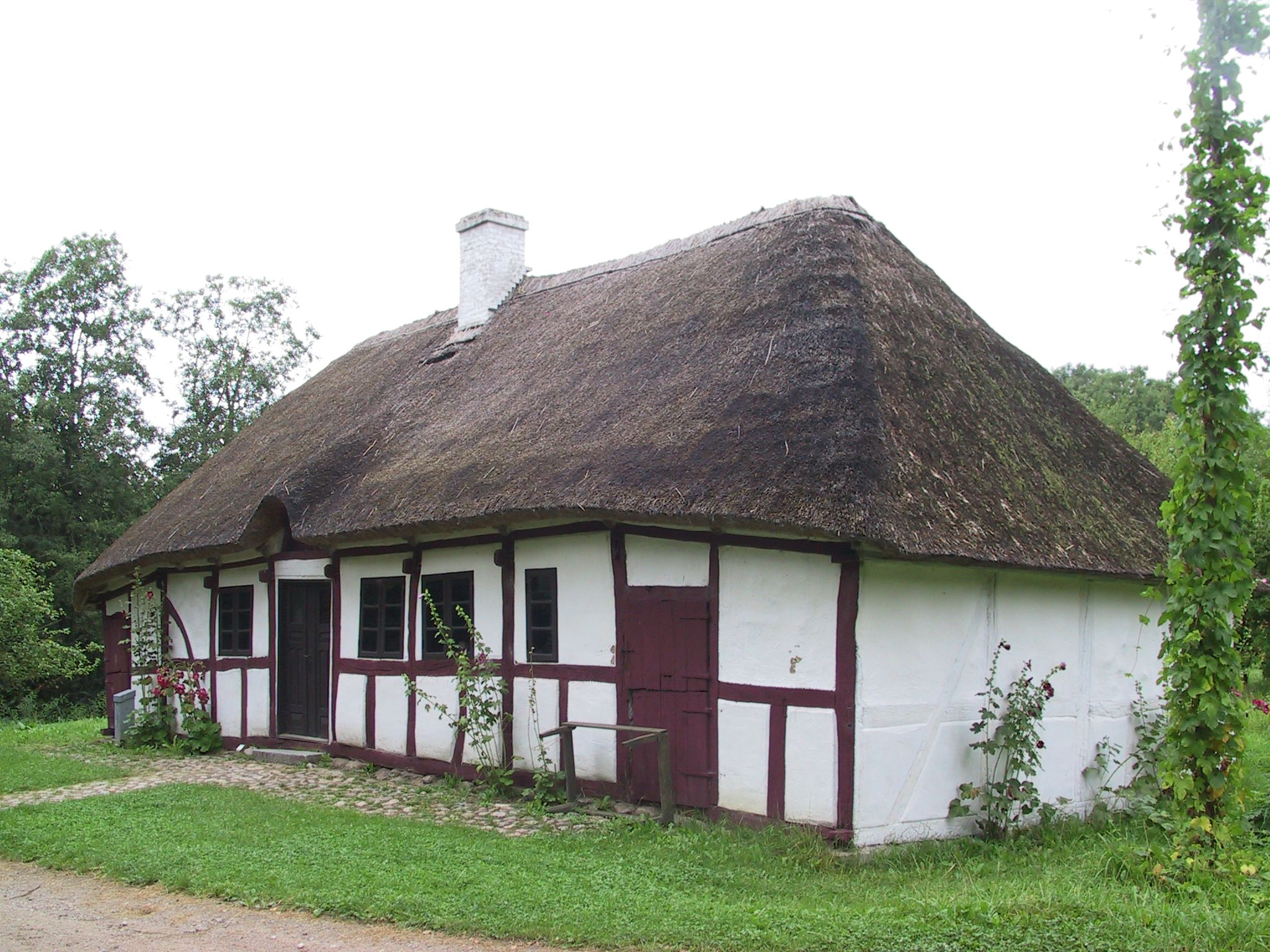
Mit Reet gedecktes Bauernhaus in Den Fynske Landsby

Den Fynske Landsby („Das fünische Dorf“) ist ein Freilichtmuseum in Odense, Dänemark. Es liegt im südlichen Stadtteil Fruens Bøge und zeigt 25 ländliche Bauten des 18. und 19. Jahrhunderts, die alle ursprünglich auf der Insel Fünen gestanden haben und originalgetreu wieder aufgebaut worden sind.
Das Museum wurde 1942 zunächst als Arbeitsbeschaffungsmaßnahme begründet und konnte elf Monate nach dem Ende des Zweiten Weltkriegs am 1. April 1946 seine Pforten öffnen. Das Freilichttheater war bereits zwei Jahre zuvor eröffnet worden.
Das Museum ist als ein relativ kompaktes Dorf angelegt. Fast alle Bauten sind begehbar. In ihnen wird nicht nur historische Wohnkultur gezeigt, sondern auch alte Handwerke werden hier museal am Leben erhalten. Auch eine Ringofen-Ziegelei gehört zu den Museumsbauten, ebenso mehrere für Fünen typische Vierseithöfe und das Wirtshaus Sortebro Kro, in dem ein Restaurant moderne skandinavische Küche bietet. Zu den eigentlichen Bauernhäusern gehören auch Bauerngärten im alten Stil, sowie einige Haustiere meist älterer und seltener Rassen, so dass der Besucher den Eindruck eines lebendigen Dorfes des 19. Jahrhunderts erhält.
Im Freilichttheater finden in der Sommersaison häufig Konzerte mit bekannten Sängern und Bands statt. Im Sommer 2011 waren unter anderem Status Quo, Texas und Bob Dylan zu Gast.